# Jugoslawische Eishockeyliga 1964/65
Die Saison 1964/65 war die 23. Spielzeit der jugoslawischen Eishockeyliga, der höchsten jugoslawischen Eishockeyspielklasse. Meister wurde zum insgesamt neunten Mal in der Vereinsgeschichte der HK Jesenice.

## Modus
In der Hauptrunde absolvierte jede der acht Mannschaften insgesamt 14 Spiele. Der Erstplatzierte der Hauptrunde wurde Meister. Für einen Sieg erhielt jede Mannschaft zwei Punkte, bei einem Unentschieden gab es einen Punkt und bei einer Niederlage null Punkte.

## Hauptrunde

### Tabelle
|    | Klub                   | Sp | S  | U | N  | Punkte |
| -- | ---------------------- | -- | -- | - | -- | ------ |
| 1. | HK Jesenice            | 14 | 13 | 1 | 0  | 27     |
| 2. | HK Olimpija Ljubljana  | 14 | 9  | 1 | 4  | 19     |
| 3. | HK Kranjska Gora       | 14 | 9  | 0 | 5  | 18     |
| 4. | HK Partizan Belgrad    | 14 | 8  | 0 | 6  | 16     |
| 5. | KHL Medveščak Zagreb   | 14 | 7  | 1 | 6  | 15     |
| 6. | HK Roter Stern Belgrad | 14 | 5  | 0 | 9  | 10     |
| 7. | OHK Belgrad            | 14 | 3  | 1 | 10 | 7      |
| 8. | KHL Mladost Zagreb     | 14 | 0  | 0 | 14 | 0      |

Sp = Spiele, S = Siege, U = Unentschieden, N = Niederlagen